# جان لوندرن
جان لوندرن (انگلیسی: John Lundgren؛ زادهٔ ۳۰ ژوئیهٔ ۱۹۴۰) دوچرخه‌سوار اهل دانمارک است.